# Station Antrim
Station Antrim  is een spoorwegstation in Antrim, de hoofdstad van het gelijknamige graafschap in Noord-Ierland. Het station ligt aan de lijn naar Belfast - Derry en de lijn Lisburn - Antrim. Die laatste lijn is sinds 2003 gesloten voor personenvervoer. 